# Чёрная сопка
Чёрная сопка, или Карата́г (от хак. кара — черный, тағ — гора) — вершина в Берёзовском районе Красноярского края. Абсолютная высота — 688,7 метра над уровнем моря. Расположена в непосредственной близости от Красноярска. Хорошо видна из многих районов города.

## Описание
Гора Черная Сопка — потухший вулкан и самая высокая точка Торгашинского хребта. Чёрная сопка — субвулканическая интрузия, являющая собой шток раннедевонского, согласно принятым данным, возраста. Не является действующим вулканом. На Чёрной сопке есть месторождение диорита, однако ныне массив горы Чёрная сопка и прилегающая к нему территория признана памятником природы краевого (регионального) значения.

## Природа
Чёрная сопка находится в центре пересечения Европейско-Обской и Восточно-Сибирской зоогеографической подобластей, а также Алтае-Саянской горной тайги, лесостепи Красноярской котловины и подзоны южной тайги Сибири. Флора насчитывает тысячу тридцать семь видов высших сосудистых растений, двести шестьдесят видов мохообразных; более ста пятидесяти видов относится к категории особо охраняемых. Фауна представлена пятьюдесятью восемью видами млекопитающих.

## Населенные пункты
У подножия сопки расположены пригородные сёла Лукино, Зыково, Кузнецово.

## Культура
После окончания Второй мировой войны сопка — предмет почитания пленных японцев, которым она напоминала родную Фудзияму.
Существует легенда о кладе, спрятанном в районе Чёрной сопки. По другим легендам, на сопке есть Шаманское дерево, обладающее магическими свойствами.

## Галерея
- Габброиды, которыми сложен массив горы
- Вид на Чёрную сопку зимой со стороны  с. Зыково
- Вид на сопку из города Красноярска, район Свято-Никольского храма на правобережьи
- Тропа ведущая с горы
- Вид с горы  на тайгу в южном направлении